# Trachymyrmex oetkeri
Trachymyrmex oetkeri är en myrart som först beskrevs av Auguste-Henri Forel 1908.  Trachymyrmex oetkeri ingår i släktet Trachymyrmex och familjen myror. Inga underarter finns listade i Catalogue of Life.